# Macclesfield
Macclesfield este un oraș și un district ne-metropolitan din Regatul Unit, reședința comitatului Cheshire, regiunea North West, Anglia. Districtul are o populație de 150.600 locuitori, din care 50.688 locuiesc în orașul propriu zis, Macclesfield.

## Orașe din district
- Bollington
- Knutsford
- Macclesfield